# Fast Girls
«Fast Girls» — песня американской певицы Джанет Джексон была выпущена третьим синглом с альбома Dream Street. Песня достигла максимума на 40 месте в чарте Billboard Hot R&B Singles. Песня написана и спродюсирована Джесси Джонсоном.
Сингл имеет две различные песни на стороне «Б», первая из них — «Love and My Best Friend» из дебютного альбома Janet Jackson, вторая — «French Blue» (попурри из песен «Fast Girls» и «Pretty Boy»), которую также написал Джесси Джонсон.
Альбомная версия песни «Fast Girls» была выпущена на стороне «Б» в последующих двух синглах в Соединённых Штатах Америки: «Control» и «The Pleasure Principle». Собственная версия песни Джесси Джонсона появилась чуть позже, в 1985 году, на стороне «Б» его сингла «I Want My Girl».

## Официальные версии/Ремиксы
- Album Version (3:18)
- Single Version (3:36)
- Specially Remixed Version (6:59)
- «French Blue» (попурри с «Pretty Boy») (6:22)

## Позиции в чартах
| Чарт (1985)                                    | Высшее место |
| ---------------------------------------------- | ------------ |
| США Billboard Hot R&B/Hip-Hop Singles & Tracks | 40           |